# Diadegma nepalense
Diadegma nepalense là một loài tò vò trong họ Ichneumonidae.